# Armadillidium pallasii
Armadillidium pallasii är en kräftdjursart som beskrevs av Brandt 1833. Armadillidium pallasii ingår i släktet Armadillidium och familjen klotgråsuggor. Inga underarter finns listade i Catalogue of Life.